# …Elmondom hát mindenkinek
A …Elmondom hát mindenkinek Koncz Zsuzsa kilencedik magyar nyelvű nagylemeze. 1976-ban jelent meg. A Kertész leszek sikere motiválta a zenészeket egy újabb verslemez elkészítésére. A lemez B-oldalát teljes egészében Arany János balladájának Szörényi Levente-féle megzenésítése foglalja el.

## Az album dalai
1. Előszó - részletek (Tolcsvay László – Karinthy Frigyes) 4:14
2. Szél hozott, szél visz el (Bródy János – Szabó Lőrinc) 1:40
3. Így írtok ti - Szabolcska Mihály: Egyszerűség (Tolcsvay László – Karinthy Frigyes) 2:39
4. Adja az Isten (Tolcsvay László – Ady Endre) 3:17
5. Tedd a kezed homlokomra (Tolcsvay László – József Attila) 1:28
6. Akik megtalálnak (Bródy János – Weöres Sándor) 3:19
7. Altató (Tolcsvay László – József Attila) 3:30
8. Szondi két apródja (Szörényi Levente – Arany János) 13:35

## Külső hivatkozások
- Információk Koncz Zsuzsa honlapján